# 云南省第一监狱
云南省第一监狱，位于云南省昆明市盘龙区光明路1008号，隶属云南省监狱管理局。

## 简介
清朝晚期，云南省按察司在昆明钱局街南端兴建按察司监狱。该监狱被称为“模范监狱”。1911年云南重九起义后，该监狱被革命党人接管。1919年9月，唐继尧仿照日本的“巢鸭监狱”对该监狱进行改扩建，更名为“云南第一监狱”。第一监狱常请佛教僧人对犯人宣讲佛经。1927年后，龙云主政云南，该监狱更名为“云南陆军监狱”。在云南和平解放前夕，1949年9月，蒋介石、毛人凤命沈醉等中国国民党特务在昆明搜捕中国共产党党员及亲共人士，其中大部分被关进陆军监狱。但这些人不久就被云南省政府主席卢汉释放。三个多月后，卢汉发动云南起义，沈醉等特务被关进陆军监狱。
截至2010年代，云南省第一监狱共有15个监区，关押有大批重刑犯。2014年到2016年，云南省监狱管理局、云南省司法厅多次考察云南省第一监狱，建议云南省第一监狱消除监管安全隐患。
2014年起，云南省第一监狱改扩建项目（一期）工程启动。该项目属于原址改扩建，即拆除老监区后原址新建新监区。该项目位于昆明市东郊，南为寺瓦路，北为光明路，西与云南省昆明监狱隔规划道路相望，预计于2018年左右完工。

## 著名囚犯
- 张林苍：2017年5月2日，该监狱七监区在押犯张林苍（男，27岁，云南省马龙县人，因运输毒品罪被判处无期徒刑并剥夺政治权利终身，2017年1月18日入监）趁驾驶员下车之机，驾驶一辆福田牌货车冲破监狱隔离网及施工用临时栅栏门后脱逃[4]。5月9日下午，根据嵩明县当地的村民举报，最终武警云南总队于5月10日在嵩明县小街镇小药灵山将其抓获[5]。
- 孫小果